# Moussy-le-Vieux
Moussy-le-Vieux è un comune francese di 1 485 abitanti situato nel dipartimento di Senna e Marna nella regione dell'Île-de-France.

## Storia

### Simboli
Lo stemma è stato adottato nel 1965. L'inquartato d'oro e di rosso era il blasone della famiglia Le Bouteiller de Senlis; il fiordaliso ricorda i soldati della prima guerra mondiale mutilati al viso e alla testa (Les Gueules Cassées) ricoverati a Moussy nel castello che dal 1926 divenne sede dell'associazione Union des blessés de la face et de la tête.

## Società

### Evoluzione demografica
Abitanti censiti